# Administración del Patrimonio de la Sede Apostólica
La Administración del Patrimonio de la Sede Apostólica (A.P.S.A.) (latín: Administratio Patrimonii Sedis Apostolicae) es el organismo de la Santa Sede encargada de la gestión de su patrimonio económico.